# Bora Bora
För andra betydelser, se Bora Bora (olika betydelser).

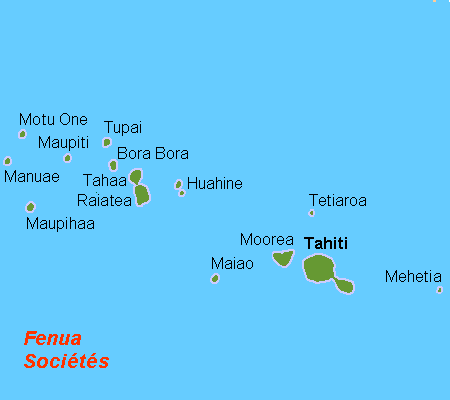
Översiktskarta.

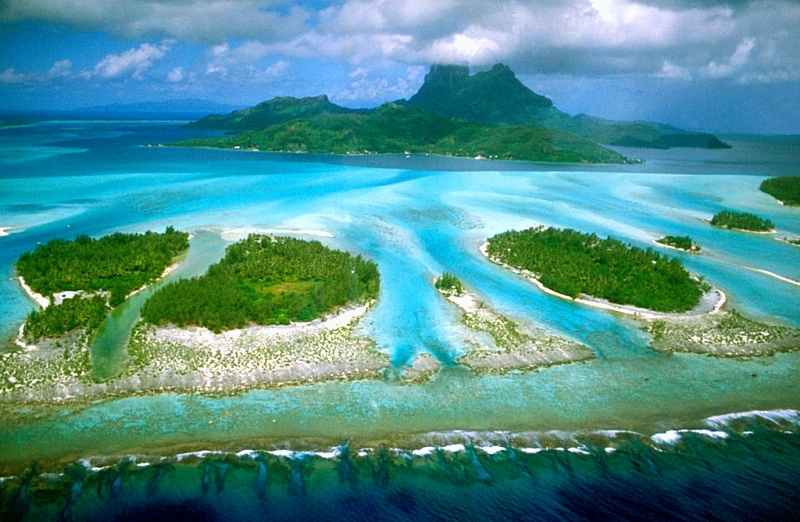
Bora Bora.

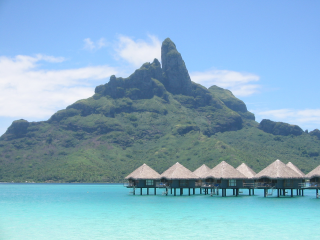
Bora Bora.

Bora Bora (franska: île Bora Bora, tidigare Vavau) är en ö i kommunen Bora-Bora i Franska Polynesien i Stilla havet.

## Historia
Bora Bora beboddes troligen av polynesier redan på 400-talet. Ön upptäcktes 1722 av nederländske Jakob Roggeveen och återupptäcktes 1769 av brittiske James Cook denne landsteg dock först år 1777. Ön besöktes 1786 av franske Louis Antoine de Bougainville under dennes resa bland Sällskapsöarna. 1842 blev ön ett franskt protektorat och 1903 införlivades ön tillsammans med övriga öar inom Franska Polynesien i det nyskapade Établissements Français de l'Océanie (Franska Oceanien). Under andra världskriget blev ön en central försörjnings- och underhållssplats för USA efter Japans attack på Pearl Harbor.
År 1978 spelade Jan Troell in filmen Orkanen på Bora Bora.
30 år senare, 2008, filmades filmen Trubbel i paradiset, med bland andra Malin Åkerman, på Bora Bora.

## Geografi
Bora Bora ligger i ögruppen Sällskapsöarna och ligger ca 260 km nordväst om Tahiti. Ön har en area om ca 38 km² och har cirka 7 300 invånare, huvudorten på öns östra del heter Vaitape med cirka 4 000 invånare. Högsta höjden är den utslocknade vulkanen Mont Otemanu med cirka 725 meter över havet och ön omges av ett rev med ytterligare en rad motus (småöar) i lagunen innanför revet. Till området räknas även ön Tupai / Motu Iti.
Ön har en flygplats L'aéroport de Bora Bora (flygplatskod BOB) belägen på motu Mute och en hamn.